# Stockfish (skakcomputer)
Stockfish er en gratis og open source  skakcomputer, der fås til forskellige desktop og mobile platforme. Det er udviklet af Marco Costalba, Joona Kiiski, Gary Linscott, Stéphane Nicolet og Tord Romstad med mange bidrag fra andre open source-udviklere. 
Stockfish bliver vurderet til at være blandt de bedste skakcomputere i verden af de fleste lister over skakcomputere og er den stærkeste konventionelle skakcomputer i verden.  Den har vundet de uofficielle verdensmesterskaber i computerskak flere gange, sidst i 2019.
Stockfish er udviklet af Marco Costalba, Joona Kiiski, Gary Linscott, Tord Romstad, Stéphane Nicolet, Stefan Geschwentner og Joost VandeVondele, med mange bidrag for en gruppe af open-source udviklere. It is derived from Glaurung, an open-source engine by Tord Romstad released in 2004.

## Funktioner
Stamfisk kan bruge op til 512 CPU-tråde i multiprocessorsystemer . Den maksimale størrelse af dens transponeringstabel er 128 GB. Stockfish implementerer en avanceret alfa-beta-søgning og bruger bitboards . Sammenlignet med andre motorer er det kendetegnet ved sin store søgedybde, delvis på grund af mere aggressiv beskæring og reduktioner i sene bevægelser .  
Stockfish kan spille Chess960, en funktion arvet fra Glaurung.

## Historie
Programmet stammer fra Glaurung, en open source skakcomputer oprettet af Romstad og først udgivet i 2004. Fire år senere besluttede Costalba, inspireret af den stærke open source-motor, at gaffel projektet. Han navngav den Stockfish (dansk tørfisk), fordi den var "produceret i Norge og kogt i Italien" (Romstad er norsk, Costalba er italiensk). Den første version, Stockfish 1.0, blev udgivet i november 2008. I et stykke tid blev nye ideer og kodeændringer overført mellem de to programmer i begge retninger, indtil Romstad besluttede at afbryde Glaurung til fordel for Stockfish, som var den mere avancerede motor på det tidspunkt.  Den sidste Glaurung (version 2.2) blev frigivet i december 2008.
Omkring 2011 besluttede Romstad at opgive sit engagement med Stockfish og foretrak at bruge sin tid på sin nye iOS-skak-app.
Den 18. juni 2014 annoncerede Marco Costalba, at han havde "besluttet at afgå som administrator" og bad om, at fællesskabet om at forsætte dens udvikling.  Et officielt arkiv, der administreres af en frivillig gruppe af Stockfish-udviklere, blev oprettet kort efter og administrerer i øjeblikket udviklingen af projektet. 